# Marketingový audit
Marketingový audit znamená systematické a periodické přezkoumávání prostředí, cílů, strategií a aktivit společnosti s cílem odhalit problémové oblasti, příležitosti a hrozby, na základě kterých je vytvořen plán činností vedoucí ke zdokonalení a zefektivnění procesu realizace vybrané strategie společnosti pro zajištění dlouhodobé prosperity. V praxi mnoho firem provádí marketingový audit pouze tehdy, jakmile se objeví nějaké problémy.
Marketingový audit slouží k včasnému a reálnému koordinování systému řízení orientovanému na trh způsobem, aby byly zohledněny skutečnosti vycházející z podmínek makroprostředí a mikroprostředí, existujících možností informačních, plánovacích a jiných technologií.
Marketingový audit lze chápat jako interní analýzu s prvky externí analýzy, který vysvětluje jaké je nynější postavení společnosti, co je v ní dobrého a co naopak je nutné zlepšit.

## Zavedení marketingového auditu
Při provádění marketingového auditu je nutné se zaměřit na prověření všech marketingových činností, které firma provádí, ale i zjištění, že některé marketingové činnosti opomíjí. Provedení marketingového auditu vyžaduje odborné teoretické znalosti z oblasti celého marketingu. Mnoho firem však nemusí disponovat žádnými odborníky, který by dokázaly marketingový audit vykonat. V těchto případech lze se obrátit na poradenské firmy, které mají patřičné marketingové znalosti a zkušenosti a poznatky z jiných zkoumaných firem. Výhodou využití služeb poradenských firem je objektivní, nestranný a nezkreslený pohled na situaci ve firmě. Nevýhodou je vyšší cena za provedení této služby, proto se mnoho firem uchyluje k provedení auditu svépomocí, což nemusí vést k zjištění objektivních výsledků. Možností jak provést marketingový audit vlastními silami je využití formulářů, který bude obsahovat jednotlivé marketingové činnosti. Po té může být předložen k vyplnění odborníkům na marketing v podniku, kteří budou mít a úkol vyjádřit se k otázkám týkající se marketingových činností probíhající ve firmě. Hledá se odpověď na otázky: jak často, v jaké kvalitě, v jaké šíři firma marketingové činnosti vyvíjí. Z těchto zjištěných poznatků by měly vzejít doporučení. Ke zkoumaným oblastem je vhodné přiřadit priority, časové termíny a postupy řešení úkolů na zlepšení, jež marketingový audit identifikoval.

### Marketingový audit se zaměřuje na tři klíčové oblasti
1. Externí marketingové prostředí
2. Vnitřní marketingové prostředí
3. Vyhodnocení aktuálního marketingového plánu[5]

#### Externí marketingové prostředí
Vnější prostředí se skládá z hospodářských, politických a právních faktorů se zaměřením na zákazníky a konkurenci.
Marketingový audit analyzuje z vnějšího okolí zákazníky, jejich potřeby a jak se s nimi setkat, jejich chování a rozhodování, vnímání výrobků a značek, segmentace, zacílení a umístění na trhu. Povahu konkurence je také nutné vzít do úvahy. Je vhodné se zaměřit na její koncentraci, rentabilitu, silné a slabé stránky, plány a strategie. Také noví účastníci na trhu by měly být předmětem analýzy stejně jako substituční produkty, vliv dodavatelů.
Kulturní charakter vnějšího prostředí se skládá z úrovní vzdělání a norem, náboženství a přesvědčení, životního stylu a zvyků. Demografie hraje klíčovou roli v marketingového auditu spotřebitelů, je nutné zohlednit rostoucí nároky na distribuci, věk spotřebitelů, technologický vývoj a informační systémy, marketingovou komunikaci a vliv médií. Vnější ekonomické podmínky se skládají z ukazatelů, mezi které patří míra nezaměstnanosti, úroveň inflace, úrokové sazby, ekonomický růst, míra zdanění a průměrný disponibilní příjem. Politické a právní faktory se týkají legislativy, minimální úrovně zdanění nebo mezd a maximálních úrovní cen nebo kvót.

#### Vnitřní marketingové prostředí
Vnitřní prostředí se zaměřuje na faktory, které se společnosti přímo dotýkají. Těmi mohou být lidské zdroje, finance, investiční vybavení, čas a jiné výrobní faktory. Analyzuje také marketingový tým z hlediska struktury, účinnosti, efektivity, korelace s vnitřními funkcemi. Oblasti marketingového interního auditu jsou zaměřeny na produktové portfolio, nové produkty, cenu a distribuci. Proces interního marketingového plánování se zaměřuje na podíly na trhu, prodeje, ziskové marže, náklady a účinnost marketingového mixu.

#### Vyhodnocení aktuálního marketingového plánu
V rámci této oblasti je nutné vyhodnotit skutečnosti získané analýzou externího a interního prostředí a porovnat je s marketingovým plánem, zdali jsou v souladu s marketingovou strategií. V případě zjištění nežádoucího odchýlení od naplánovaného cíle, je nutné přijmout nápravná opatření vedoucí ke změně marketingové strategie.

## Základní znaky marketingového auditu
- Komplexnost - marketingový audit by měl zahrnovat všechny hlavní činnosti podniku
- Systematičnost - marketingový audit by měl vycházet směrem od analýzy prostředí a analýzy marketingového systému k analýze marketingových činností
- Nezávislost - marketingový audit by měl být vypracován externími konzultanty
- Periodičnost - marketingový audit by měl být prováděn opakovaně v určitých časových intervalech.[1]

## Dílčí kroky provádění marketingového auditu
- Vymezení předmětu auditu včetně zodpovědných osob, informačních zdrojů a určitého pracovního postupu s časovým ohodnocením.
- Sběr relevantních dat od manažerů, zákazníků, obchodních partnerů a dalších externích skupin.
- Zpracování dat a jejich vyhodnocení.
- Vypracování výsledné zprávy a prezentace výsledků a návrhů.[2][6]

## Součásti marketingového auditu
- Audit marketingového prostředí - při zpracování prostředí se zabýváme tzv. makroprostředím. Jedná se o rozbor zákazníků, trhů, konkurence a distributorů
- Audit marketingové strategie - je strategie podniku sepsána tak, aby maximálně odrážela potřeby makroprostředí.
- Audit marketingové organizace - ověřuje schopnost a připravenost marketingové organizace. Hodnotí do jaké míry je stávající marketingová organizace vhodná pro vybranou strategii.
- Audit marketingových systémů - zahrnuje systém marketingové organizace, marketingový informační systém, marketingový kontrolní systém.
- Audit marketingové produktivity - podrobný přehled o tom, z jakých produktů, od jakých distributorů společnost nejvíce získává prostředky a kde naopak nejvíce ztrácí. Proběhnout by měla také analýza efektivnosti investovaného kapitálu na marketingové aktivity.
- Audit marketingových funkcí - podrobně analyzuje složky marketingového mixu a také úspěšnost provádění marketingových činností.[7]

Těchto šest výše popsaných auditů lze sestavit pomocí následujících analýz:
1. Analýza sortimentní nabídky konkurence - sleduje vývoj sortimentní nabídky konkurence u jednotlivých výrobních programů. Výsledky se porovnávají s vlastní sortimentní nabídky. Tím získáme souhrnnou analýzu vlastní pozice na trhu.
2. Analýza cenové politiky konkurence - sleduje nejen ceny konkurence, ale i systém poskytnutí slev, rabatů, přirážek s cenou.
3. Analýza tržních podílů - mapuje, podíly jednotlivých výrobků, nebo výrobní linie. Odhaduje dle pravidel marketingového výzkumu potenciál sledovaného trhu, identifikujeme konkurenty a jejich velikost jejich prodeje.
4. Analýza komunikačních aktivit konkurence - analýza se zabývá komunikací konkurence s koncovým zákazníkem, výdaje a způsob komunikace
5. Analýza atraktivity trhu - společnost musí nepřetržitě sledovat vývoj a dění na trhu, počet příležitostí určuje atraktivitu trhu, které jsou pro podnik k dispozici.
6. Souhrnná analýza konkurenčního postavení - vyhodnocuje a shrnuje výsledky analýz konkurenčního postavení podle metodiky SWOT. Podle výsledku se formulují další marketingové strategie pro další období.
7. Portfolio analýzy - identifikuje pozice strategických obchodní jednotek a jednotlivých výrobků a třídí je podle ziskovosti. Při analýze je možno využít Matice General Electic, nebo Bostonskou matici.

Výsledkem analýz je sledování konkurence. Následně sleduje postavení naší společnosti vůči konkurenci. Zda působí na atraktivním trhu, zda její výrobky přináší zisk a který ze strategických obchodních jednotek přináší největší výnosy.

## Nedostatky marketingového auditu
- Chybějící marketingové plánování,
- Omezení úlohy marketingu jen na reklamu a prodej,
- Nedostatečná znalost chování a postoje zákazníka
- Špatná segmentace trhu
- Nepochopení, v čem jsou silné stránky firmy
- Chápání propagace jen v krátkodobém horizontě
- Nevhodná organizační struktura
- Nedostatečné investice do budoucnosti[8]

## Výstup marketingového auditu firmy
Marketingový audit resp. jeho výstup představuje určité písemné doporučení, které obsahuje přesné kroky pro zlepšení firemních prodejních výsledků.
- Doporučení marketingových postupů a prodejních praktik z hlediska zákazníků, trhu a produktů
- Orientace na úspěšné metody či postupy, které v minulosti fungovaly
- Doporučení na efektivní řízení peněžních zdrojů na marketingové aktivity, tzn. orientovat se na oblasti, u kterých je potenciál na získání zákazníků
- Zamezení financování nefunkční propagace
- Informace důležité pro sestavení Marketingové strategie a Marketingového plánu[9]